# اتفاقية الجزائر
اتفاقية الجزائر هي اتفاقية وقعت بين العراق وإيران في 6 آذار/مارس عام 1975 بين نائب الرئيس العراقي آنذاك صدام حسين وشاه إيران محمد رضا بهلوي وبإشراف رئيس الجزائر آنذاك هواري بومدين.
شكّلت حدود العراق مع إيران أحد المسائل التي تسببت في إثارة الكثير من النزاعات في تاريخ العراق. في عام 1937 عندما كان العراق تحت سيطرة بريطانيا تم توقيع اتفاقية تعتبر أن نقطة معينة في شط العرب غير خط القعر هي الحدود البحرية بين العراق وإيران لكن الحكومات المتلاحقة في إيران رفضت هذا الترسيم الحدودي واعتبرته «صنيعة إمبريالية» واعتبرت إيران نقطة خط القعر في شط العرب التي كان متفقا عليه عام 1913 بين إيران والعثمانيين بمثابة الحدود الرسمية ونقطة خط القعر هي النقطة التي يكون الشط فيها بأشد حالات انحداره. في عام 1969 أبلغ العراق الحكومة الإيرانية أن شط العرب كاملة هي مياه عراقية ولم تعترف بفكرة خط القعر.
في عام 1975 ولغرض إخماد الصراع المسلح للأكراد بقيادة مصطفى البارزاني الذي كان يُدعم من شاه إيران محمد رضا بهلوي قام العراق بتوقيع اتفاقية الجزائر مع إيران وتم الإتفاق على نقطة خط القعر كحدود بين الدولتين ولكن صدام حسين ألغى هذه الإتفاقية يوم 17 أيلول عام 1980 بعد سقوط حكم الشاه ووصول الخميني إلى الحكم، الأمر الذي أشعل حرب الخليج الأولى.

## البنود
ولقد تضمنت الإتفاقية البنود التالية:
- إجراء تخطيط نهائي لحدود البلدين البرية بناءً على برتوكول القسطنيطينية لعام 1913 ومحاضر لجنة تحديد الحدود لسنة 1914.
- تحديد الحدود النهرية حسب خط التالوك.
- قيام كل من البلدين بإعادة الأمن والثقة المتبادلة على طول حدودهما المشتركة والالتزام بإجراء رقابة مشددة وفعالة على هذه الحدود من أجل وضع حد نهائي لكل التسللات ذات الطابع التخريبي من حيث أتت.

## خلفية تاريخية للاتفاقية قبل الغائها
وبعد مجيء الحكومة الإيرانية الجديدة بقيادة الخميني قاموا بمساعدة التمرد الكردي في شمال العراق، حيث إنه بعد وفاة الملا مصطفى في واشنطن قدم النظام الإيراني المساعدات إلى قيادة التمرد الكردي وجعل الأراضي الإيرانية نقطة انطلاق لقوات التمرد الكردي إلى داخل الحدود العراقية، كما أن إيران قامت للفترة من حزيران إلى أيلول 1980 بحوالي 187 انتهاكا واعتداءا عسكريا واستخدمت المدفعية عيار 175 ملم الأمريكية الصنع لقصف مدينتي خانقين ومندلي منطلقة من الأراضي العراقية التي يجب إعادتها بموجب اتفاقية الجزائر إلى العراق، وبذلك فإن الحكومة الإيرانية قد قامت بانتهاك عناصر التسوية الشاملة التي تضمنتها اتفاقية الجزائر وبإلغائها من جانبها ولذلك قررت الحكومة العراقية اعتبار الإتفاقية المذكورة وما لحقها من اتفاقات استندت إليها ملغاة من جانب العراق وطالبت إيران أن تعترف بسيادة العراق على أراضيه ومياهه كما كان عليه الوضع قبل اتفاقية الجزائر حيث قرر مجلس قيادة الثورة بالخطاب الذي أعلنه صدام حسين في 17 أيلول 1980 أثناء انعقاد جلسة المجلس الوطني إلغاء الاتفاقية.
وفي حقيقة إلغاء اتفاقية الجزائر من الجانب الإيراني نجد أنها ألغتها بالفعل قبل العراق، ولا تعترف بها فقد نشرت صحيفة إطلاعات الصادرة في طهران في 19 حزيران من عام 1979 حديثا للدكتور صادق طباطبائي المساعد السياسي لوزارة الداخلية الإيرانية وهو ممثل الخميني في هذه الوزارة قال فيه: ( إن الحكومة المركزية الإيرانية لا تتمسك باتفاقية الجزائر).
وفي 15 سبتمبر 1980 صرح الجنرال فلاحي مساعد رئيس أركان الجيش الإيراني عبر شبكات التلفاز الإيراني والإذاعة باللغتين الفارسية والعربية بأن إيران لا تعترف باتفاقية الجزائر وبأن منطقة زين القوس وسيف سعد هي مناطق إيرانية وكذلك شط العرب.
ولقد أدلى أبو الحسن بني صدر رئيس جمهورية إيران في وقتها بتصريح لوكالة الصحافة الفرنسية في 19 أيلول 1980 قال فيه: ( على الصعيد السياسي لم تقم إيران بتنفيذ اتفاقية الجزائر الموقّعة عام 1975 وأن نظام الشاه نفسه لم ينفذها).
وقد قام الجيش الإيراني قبل قيام العراق بإلغاء اتفاقية الجزائر بالتحرك صوب الحدود العراقية وقد أصدر أربعة بلاغات رسمية عسكرية بذلك منها البلاغ رقم 3 يوم 19 أيلول 1980 باعتراف إيران باستخدام القوة الجوية وفي البلاغ رقم 4 يوم 19 أيلول 1980 حيث تباهى الإيرانيون بإشعال النيران في حقول نفط خانة في العراق كما قامت المدفعية الإيرانية برمي النيران على الطائرات المدنية التابعة للخطوط الجوية البريطانية والفرنسية التي كانت تنوي الهبوط في مطار البصرة كما أغلقت إيران شط العرب بوجه الملاحة البحرية الأجنبية. ولقد بلغ التدخل الإيراني في الشؤون الداخلية للعراق مستوى عالي على كل الصعد الإيرانية بدءاً من الخميني ومروراً بالسلطات السياسية والدينية والعسكرية التي طالبت بتغيير النظام السياسي بالعراق واستخدام السلاح لتحقيق ذلك وإنشاء تنظيمات سياسية تحت غطاء ديني استخدمت الإرهاب للقيام بأعمال ضد أبناء الشعب العراقي ودوائره الحكومية.
وبعد وقف إطلاق النار بين العراق وإيران الذي دخل حيّز التنفيذ في 8 آب 1988 وافق العراق بموجب قرار مجلس الأمن الذي صدر في 28 آب 1980 بالعودة إلى طاولة المفاوضات لغرض وضع اتفاقية جديدة تنظم العلاقة الحدودية والأمنية بينهما.